# Estación Barrancas (Chile)
Barrancas fue un paradero de ferrocarriles chilena ubicada en la comuna de San Antonio, región de Valparaíso. Esta estación fue parte del Ramal Santiago-Cartagena. Siendo una estación menor enfocada en el manejo de carga portuaria, pronto fue reducida a paradero. Actualmente no ofrece servicios.

## Historia
El ferrocarril que conectó a la ciudad de Santiago con Melipilla fue inaugurado en 1910. Sin embargo, esta estación no aparece sino hasta la década de 1950.
Sus andenes al este correspondían para servicios de pasajeros, los cuales posteriormente suferon suprimidos debido a la construcción de la calle Angamos. El andén oeste estaba destinado a carga.
El terremoto de 1985 provocó severos daños estructurales en el edificio.
Los servicios de pasajeros fueron suprimidos junto con el resto del ramal en 1987; actualmente solo sirve para carga.

### Terminal intermodal Barrancas
El Terminal Intermodal Barrancas es un proyecto destinado a potenciar la capacidad logística del puerto de San Antonio mediante la integración del transporte ferroviario y marítimo. Desarrollado por la Empresa de los Ferrocarriles del Estado en colaboración con la Empresa Portuaria San Antonio (EPSA), este terminal busca quintuplicar la capacidad de transferencia de carga contenedorizada por ferrocarril, pasando de 50.000 a 250.000 TEU anuales.
La infraestructura contempla la construcción de tres vías férreas de 600 metros de longitud, áreas de almacenamiento con capacidad para 2.208 TEU y un edificio de control. El proyecto, adjudicado a la constructora Icil Icafal por 17 millones de dólares, tiene un plazo de ejecución de 18 meses, con inicio de operaciones previsto para mediados de 2025. La construcción de este punto intermodal ferroviario-portuario es parte de una estrategia para fortalecer la red logística (transporte y comercio) de la macrozona central de Chile.